# Jakob Boulanger
Jakob Boulanger (* 8. Januar 1897 in Köln; † 16. März 1968 in Ost-Berlin) war ein KPD-Funktionär und antifaschistischer Widerstandskämpfer.

## Leben
Boulanger war Sohn eines Schuhmachers. Er absolvierte eine Ausbildung als Kunstschmied und an einer Maschinenbau-Fachschule. 1915 wurde er Mitglied des Deutschen Metallarbeiter-Verbandes. 1918 wurde er auch Mitglied der USPD und später des Spartakusbundes und dadurch zum Gründungsmitglied der Kommunistischen Partei Deutschlands. In den folgenden Jahren war er als Betriebsratsvorsitzender gewerkschaftlich aktiv. 1923 gehörte er zu den Teilnehmern an den bewaffneten Kämpfen gegen den rheinischen Separatismus.
1924/25 wurde Boulanger zu einem Lehrgang an der Komintern-Spezialschule in Moskau delegiert, wo er zusammen mit Richard Stahlmann und anderen am zweiten Lehrgang zur Ausbildung von militärpolitisch geschulten Funktionären teilnahm. Von 1926 bis 1933 war Boulanger hauptamtlicher KPD-Funktionär und Mitarbeiter in dem von Hans Kippenberger geleiteten M-Apparat der KPD.
1927 wurde er zum Organisationssekretär des KPD-Bezirkes Mittelrhein und Gauleiter des RFB kurze Zeit später zum Politischen Sekretär der Bezirksleitung Nordbayern. 1932 wurde er als Abgeordneter der KPD in den Bayerischen Landtag gewählt, dem er bis zu dessen Auflösung angehörte. 1933 war er einer der führenden Organisatoren des antifaschistischen Widerstandskampfes in Nordbayern, kurzzeitig auch in Thüringen (unter dem Decknamen Ewald Rüdiger) und Teilnehmer an der letzten Tagung des ZK der KPD mit Ernst Thälmann im Sporthaus Ziegenhals.
Im Juli 1933 wurde er von der Gestapo verhaftet und wegen „Vorbereitung zum Hochverrat“ dreieinhalb Jahre im Zuchthaus Amberg gefangengehalten und anschließend in den Konzentrationslagern Dachau, Buchenwald und Mauthausen. In Mauthausen gehörte er zur Widerstandsorganisation der Häftlinge und war 1945 am bewaffneten Aufstand beteiligt.

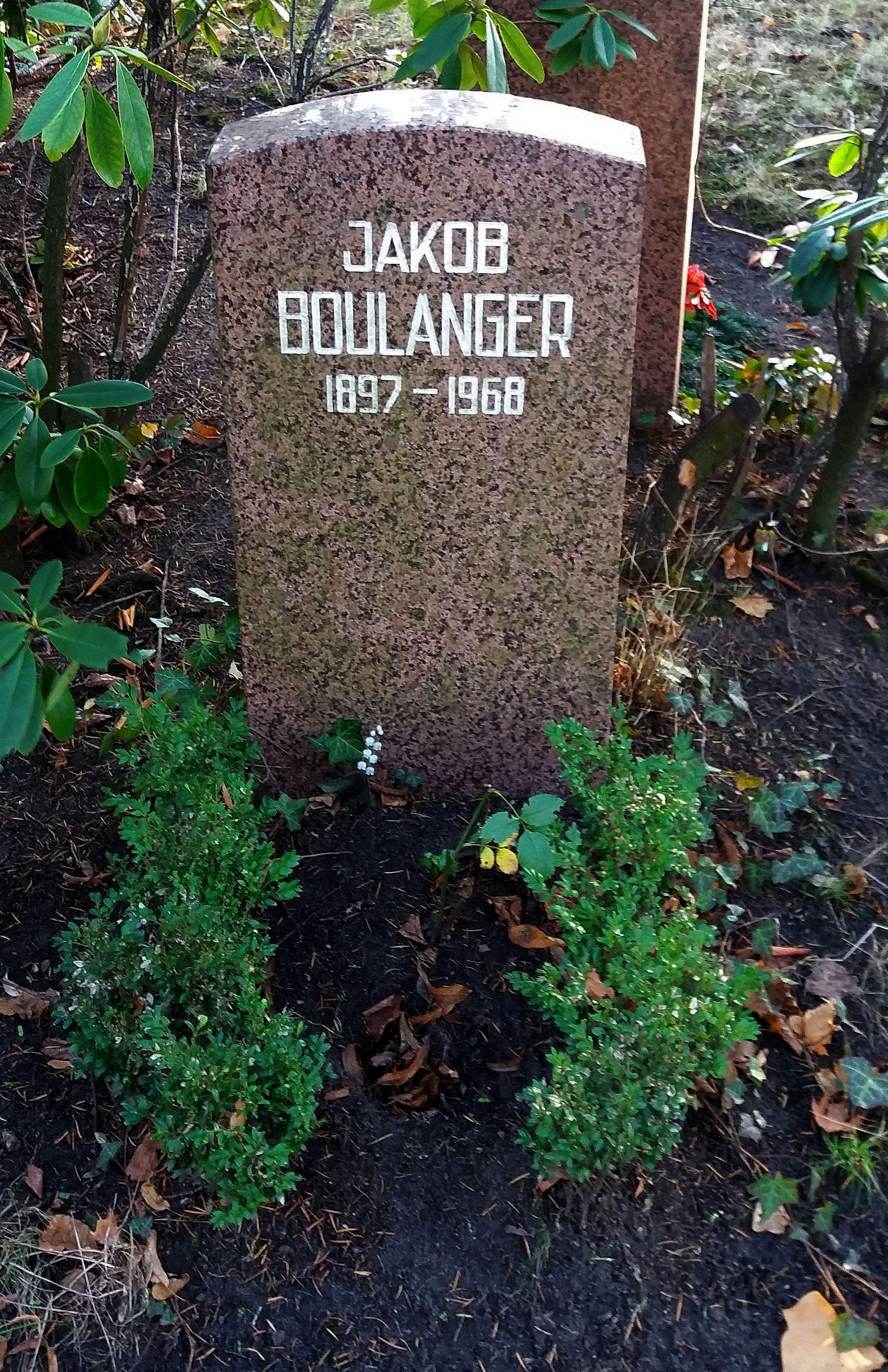
Grabstätte

Nach der Befreiung war er zunächst am Aufbau der KPÖ in Wien beteiligt und Kurier zwischen KPD und KPÖ. Anschließend war er Mitglied im Ausschuss für Wirtschaftsfragen der KPD in Berlin und dann bis Ende 1947 Vizepräsident der Zentralverwaltung der Industrie in der sowjetischen Besatzungszone und danach bis 1956 Direktor mehrerer Großbetriebe, wie etwa des Stahl- und Walzwerk Hennigsdorf. Von 1956 bis 1963 war er Generaldirektor des DDR-Außenhandelsunternehmens Invest-Export.
1967 erhielt er den Vaterländischen Verdienstorden der DDR in Gold. Seine Urne wurde in der Grabanlage Pergolenweg des Berliner Zentralfriedhofs Friedrichsfelde beigesetzt.

## Veröffentlichungen
- mit Michael Tschesno-Hell, Eine Ziffer über dem Herzen. Erlebnisbericht aus 12 Jahren Haft, Berlin 1957